# Guerrilha

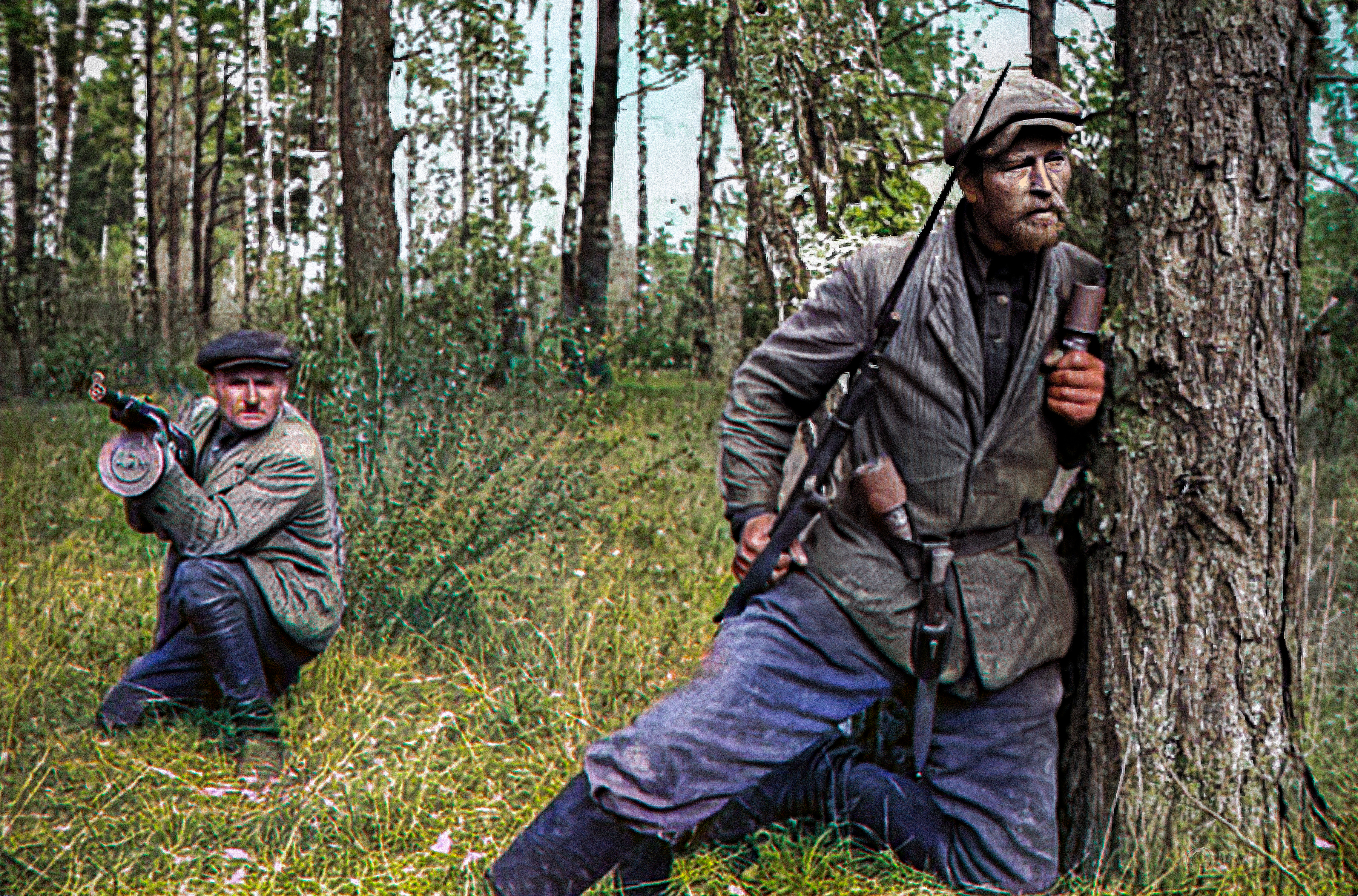
Guerrilheiros bielo-russos na Bielo-Rússia ocupada pelos nazistas em 1943.

Guerrilha (em castelhano: guerrilla; "pequena guerra") é um tipo de guerra não convencional na maior parte das vezes rural no qual o principal estratagema é a ocultação e extrema mobilidade dos combatentes, chamados de guerrilheiros, incluindo, mas não limitado a civis armados (ou "irregulares").
Pode se constituir também como uma movimentação híbrida, ou seja, ora centralizada por uma atitude bélica cujo aspecto pode ser colaboracionista com as forças regulares de determinadas regiões, e ora pode se dar o enfrentamento sem conexão com qualquer força armada regular.

## Origem
Presume-se que tenha sido utilizada a palavra guerrilha (guerrilla) pela primeira vez na Guerra Peninsular contra a invasão napoleônica a Portugal e Espanha, entre 1808 e 1814, embora as técnicas guerrilheiras remontem à Antiguidade.

## Conceito
"Trata-se de levar um adversário, por muito mais forte que seja, a admitir condições frequentemente muito duras, não empregando contra ele senão  meios extremamente limitados". É então que entra em jogo, em toda a sua plenitude, a fórmula das variáveis complementares que já encontramos: a inferioridade das forças militares deve ser compensada por uma superioridade crescente das forças morais, à medida que a ação se prolonga. Assim, a operação desenvolve-se simultaneamente em dois planos, o plano material, das forças militares, e o plano moral, da ação psicológica.
A guerrilha pode ser um tipo de guerra de resistência onde os insurgentes se opõem a uma força de ocupação, como no Iraque ocupado pelos estadunidenses.

### Plano material
Em situação de grande inferioridade de meios, não se pode esperar sobreviver senão recusando combater, e empregando uma tática de fustigamento para manter vivo o conflito. Isto conduz à guerrilha, velha como o mundo e, no entanto, esquecida e depois reaprendida, a cada geração. Mas esta tática há quarenta anos é objeto de codificações estratégicas muito importantes, as quais permitem conduzir tal gênero de operações segundo conceitos racionais que lhe aumentam consideravelmente a eficácia e, consequentemente, permitem reduzir bastante o desequilíbrio de forças materiais. Mao Tsé-Tung definiu em sete regras a essência da guerrilha: íntimo acordo entre a população e os guerrilheiros, retraimento ante um avanço inimigo em força, fustigamento e ataque ante um retraimento inimigo, estratégia de um contra cinco, tática de cinco contra um, particularmente graças ao que se chama o "retraimento centrípeto", isto é, a concentração de forças durante o retraimento (ele dispunha de muito espaço na China); enfim, logística e armamento graças ao que é tomado do inimigo.
Estas sete regras constituem o mínimo necessário para tal forma de guerra, mínimo, no entanto, às vezes desconhecido, como, por exemplo, quando a OAS pretendeu estabelecer um "reduto" na Argélia, ou quando os americanos aceitaram a ideia de um desembarque em Cuba, sob a forma de "cabeça de ponte" clássica.
Mais além desse mínimo, duas noções capitais foram formuladas, para garantir a liberdade de ação da guerrilha A primeira, de origem União Soviética, mas já aplicada pelos irlandeses, visa a impedir a repressão, dissuadindo a população de informar o inimigo, muito embora esse movimento se diferencia de atos de terrorismo como se portaria quaisquer movimentos sociais.

## Galeria

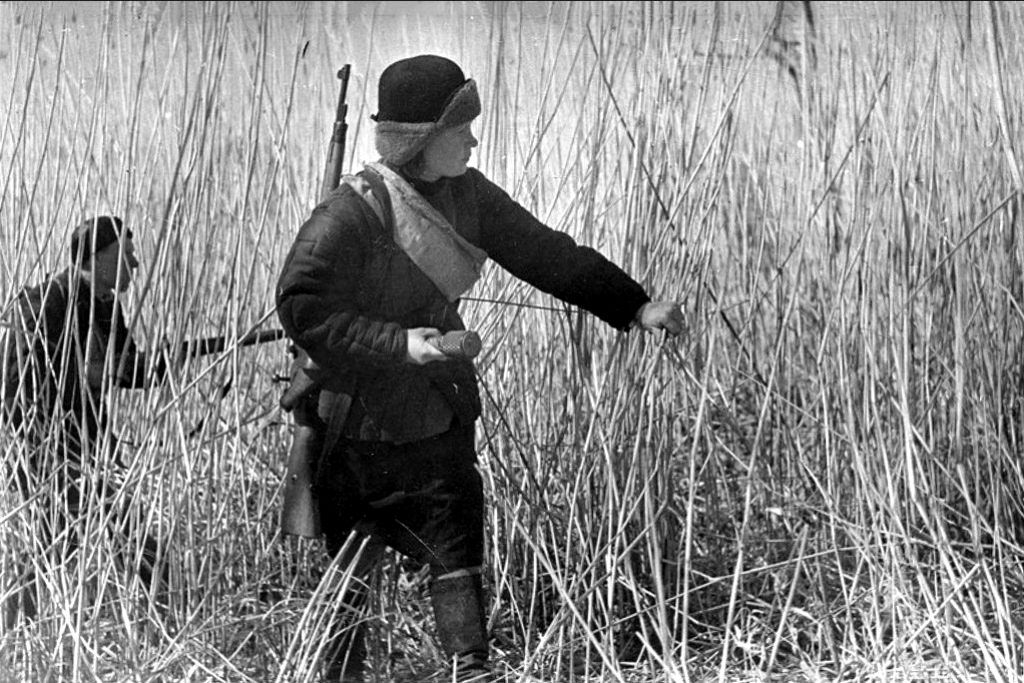
Uma guerrilheira soviética nas planícies de inundação de Azov, na Frente Oriental em 21 de setembro de 1942.
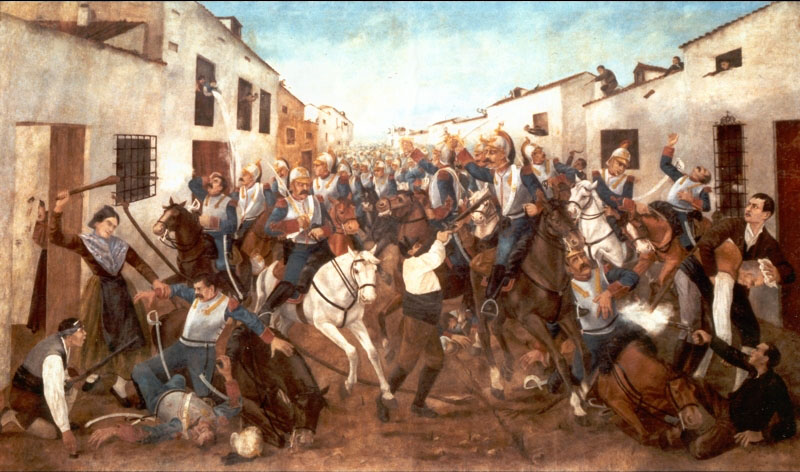
Resistência da guerrilha espanhola à invasão napoleônica da Espanha em 1808, onde o termo "guerrilha" foi usado pela primeira vez.
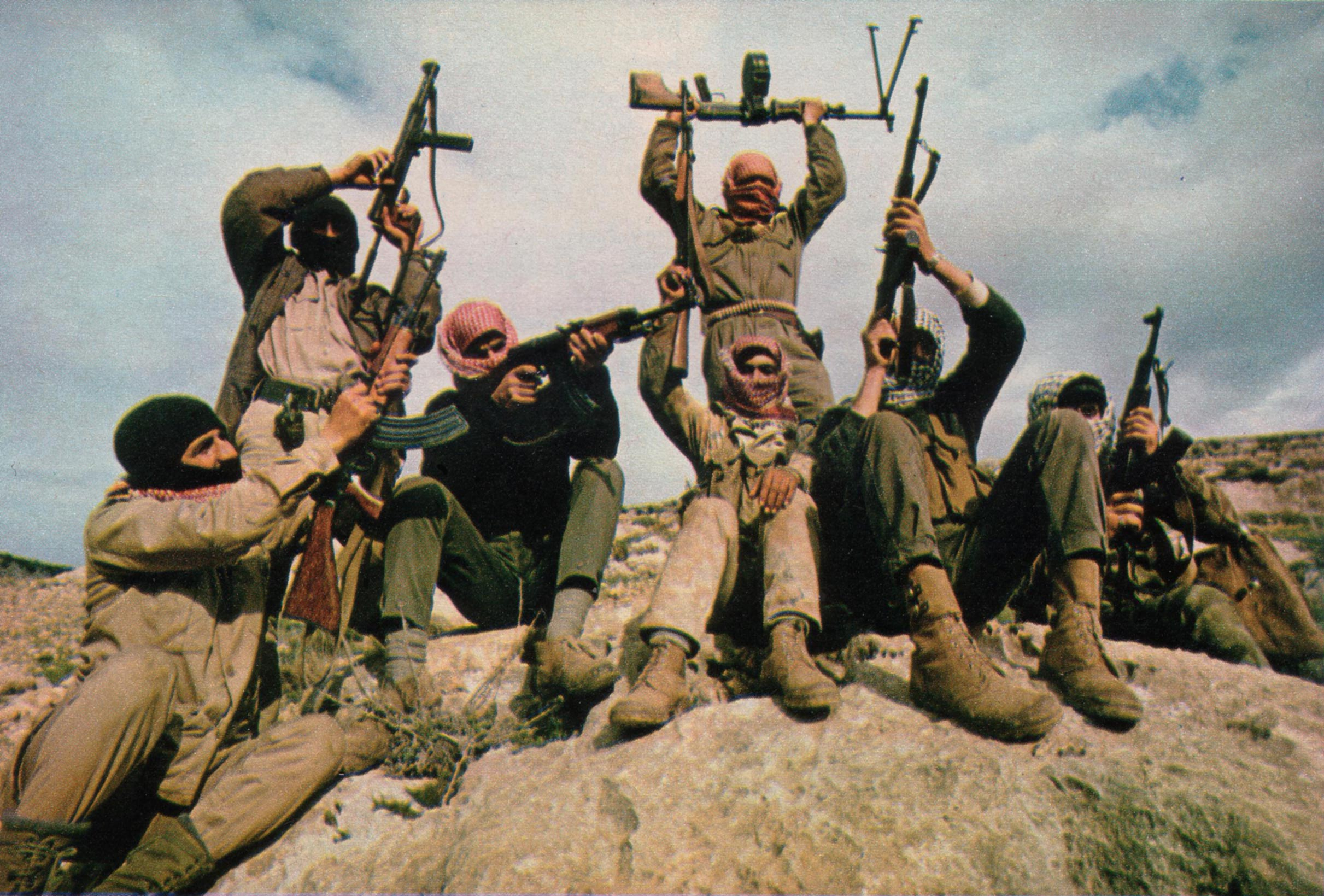
Guerrilheiros do grupo autoproclamado Frente Popular para a Libertação (FPLP).